# Hernâni Cidade
Hernâni Cidade (* 7. Februar 1887 in Redondo; † 2. Januar 1975 in Évora) war ein portugiesischer Romanist und Lusitanist.

## Leben
Cidade, der ursprünglich Priester werden wollte, schwenkte um und wurde Gymnasiallehrer für Portugiesisch in Lissabon und Leiria (1914). Im Ersten Weltkrieg kämpfte er in Flandern und verbrachte ab April 1918 neun Monate in deutscher Gefangenschaft. Nach Portugal zurückgekehrt, lehrte er ab 1919 Romanische Philologie an der neugegründeten Fakultät für Literaturwissenschaften (Letras) der Universität Porto, ab 1921 als Professor, ab 1926 als Lehrstuhlinhaber mit Doktortitel. Nach Schließung der Fakultät 1928 ging er an die Universität Lissabon und lehrte dort bis zu seiner Emeritierung 1957.
Ab 1961 war er Korrespondierendes Mitglied der Academia Brasileira de Letras (ABL). 1967 gründete Cidade zusammen mit Carlos Selvagem die Zeitschrift Cultura Portuguesa.

## Werke

### Über Luís de Camões
- Luís de Camões, 3 Bde., Lissabon 1936–1956
  - I. O lírico,  1936 (bis 2003)
  - II. O épico, 1953 (bis 2001)
  - III. Os autos e o teatro do seu tempo. As cartas e seu conteúdo biográfico, 1956
- Luis de Camões. A vida e a obra lírica, Lissabon 1943, 4. Auflage 1986
- (Hrsg.) Luís de Camões, Obras completas, 5 Bde., Lissabon 1946–1947; 5. Aufl. 1985

### Über Manoel Maria de Barbosa du Bocage
- Bocage, Porto 1936, 4. Auflage, Lissabon 1980
- (Hrsg.) Bocage, Opera omnia, 5 Bde., Lissabon 1969–1973

### Weitere Werke
- Ensaio sôbre a crise mental do século XVIII, Coimbra 1929
- Lições sôbre a cultura e a literatura portuguesas, 2 Bde., Coimbra 1933–1939; u. d. T. Lições de cultura e literatura portuguesa, 2 Bde., Coimbra 1951 (zahlreiche Auflagen)
- (Hrsg.) Cantigas de amigo, Lissabon 1937 (Lyrik des Mittelalters)
- A literatura portuguesa ea expansão ultramarina, 2 Bde., Lissabon 1943, Coimbra 1963–1964
- Antero de Quental, Lissabon 1950 (bis 1988)
- O bandeirismo paulista na expansão territorial do Brasil, Lissabon 1954
- O conceito de poesia como expressão da cultura. Sua evolução através das literaturas portuguesa e brasileira, Coimbra 1957
- Portugal histórico-cultural através de alguns dos seus maiores escritores: Fernão Lopes, Camões e Mendes Pinto, Pe. Antonio Vieira, Antero Quental, Teixeira de Pascoais e Fernando Pessoa, Bahia 1957, 1968, 1972
- Lições de cultura luso-brasileira. Epocas e estilos na literatura e nas artes plásticas, Rio de Janeiro 1960
- P.e Antonio Vieira. A obra e o homen, Lissabon 1964, 1979, 1985
- Evolução estética da língua portuguesa, Paraíba 1985 (Vorlesung von 1974)